# Petra Stoker
Petra Stoker (1 juni 1993) is een Nederlands professioneel gamer.

## Carrière
Stoker begon op haar tiende al met gamen. Ze speelde veel Unreal Tournament, Call of Duty 2 en Call of Duty 4. Niet lang daarna maakte ze de overstap naar het spel Counter-Strike.
Sinds 2016 is Petra Stoker actief bezig als professioneel CS:GO-speler. Nadat zij verschillende amateurtoernooien had gewonnen, werd ze in 2016 gecontracteerd bij Team Expert.
In 2018 speelde Stoker korte tijd voor RES Gaming, maar werd vervangen door de Amerikaanse Christine Chi. Stoker vormde een nieuw damesteam dat ging spelen voor e-sportorganisatie Team Singularity. Ze won in de finale van de Copenhagen Games 2018 van haar oude team, en is daarmee de eerste Nederlandse vrouwelijke e-sporter die een internationaal toernooi wist te winnen.
Eind juli van 2018 werd ze actief voor de e-sportafdeling van de Turkse voetbalclub Beşiktaş.
Na korte tijd voor Team Originem en XSET te hebben gespeeld, maakte Stoker en haar medespelers in 2021 de overstap naar esportsorganisatie G2 Esports en een nieuw computerspel. Het team speelt onder de naam G2 Gozen en maakt deel uit van een vrouwelijk Valorant-team.
G2 Gozen speelde de finalewedstrijd tijdens de Valorant Champions Tour Game Changers in 2022 tegen Shopify Rebellion GC, en wist met een eindstand van 3-2 de wedstrijd te winnen. Stokers team werd wereldkampioen Valorant en won hiermee 180.000 dollar aan prijzengeld.

## Teams
- Team Expert Fe (2016-2017)
- Dynasty Gaming Fe (2017-2018)
- Team Unknown (2018)
- RES Gaming (2018)
- Singularity Fe (2018)
- Beşiktaş Esports (2018-2019)
- Team Originem (2020)
- XSET (2020-2021)
- G2 Esports (2021-heden)

## Prestaties
| Jaar | Rang  | Toernooi                                     | Eindscore |
| ---- | ----- | -------------------------------------------- | --------- |
| 2017 | 3e-4e | Intel Challenge Katowice 2017                | 1 - 2     |
| 2017 | 2e    | Girlgamer Esports Festival 2017              | 1 - 2     |
| 2018 | 1e    | Intel Challenge Katowice 2017 (kwalificatie) | 2 - 1     |
| 2018 | 5e-6e | Intel Challenge Katowice 2018                | 8 - 16    |
| 2018 | 1e    | Copenhagen Games 2018                        | 2 - 1     |
| 2018 | 3e-4e | Intel Challenge Katowice 2019 (kwalificatie) | 2 - 0     |
| 2019 | 3e    | Intel Challenge Katowice 2019                | 2 - 1     |
| 2019 | 1e    | DreamHack Showdown Valencia 2019             | 2 - 1     |
| 2020 | 1e    | DreamHack Showdown Summer 2020               | 2 - 0     |
| 2020 | 1e    | DreamHack Showdown Winter 2020               | 2 - 1     |
| 2022 | 1e    | VCT Game Changers 2022 Championship          | 3 - 2     |

bron

## Vrouwelijke gamers
Stoker ziet een duidelijke afwezigheid van vrouwelijke gamers in de eSports en wil hier verandering in brengen door een gemengd team op te richten. Volgens Stoker zal hierdoor de acceptatie van vrouwen in de gamewereld toenemen. Ze heeft ook regelmatig te maken met seksistische opmerkingen tijdens het gamen, maar is hier naar eigen zeggen aan gewend geraakt. Het is voor veel vrouwen een reden om te stoppen met gamen.